# Saint-Remy, Haute-Saône
Saint-Remy är en kommun i departementet Haute-Saône i regionen Bourgogne-Franche-Comté i östra Frankrike. Kommunen ligger i kantonen Amance som tillhör arrondissementet Vesoul. År 2022 hade Saint-Remy 439 invånare.

## Befolkningsutveckling
Antalet invånare i kommunen Saint-Remy
| Referens: INSEE |